# Girolamo Ferragatta
Girolamo Ferragatta (Casale Monferrato, ... – 24 luglio 1572) è stato un vescovo cattolico italiano.

## Biografia
Nato a Casale Monferrato, fu un monaco agostiniano.
Il 13 settembre 1560 papa Pio IV lo nominò vescovo titolare di Verissa di Tracia e ausiliare di Mondovì. A lui il cardinale Antonio Michele Ghislieri, allora vescovo di Mondovì e nel 1566 divenuto papa, affidò il governo pastorale della diocesi. 
Il Ferragatta si spese, a Mondovì, per combattere la diffusione delle eresie.
Il 30 aprile 1568 papa Pio V lo nominò vescovo di Aosta, dove diede impulso alle visite pastorali, in linea con quanto fatto dal predecessore Marcantonio Bobba, e all'applicazione dei decreti emanati dal Concilio di Trento.
Morì il 24 luglio 1572.